# Somerset (Ohio)
Somerset – wieś w Stanach Zjednoczonych, w stanie Ohio, w hrabstwie Perry.